# Antoni Bigus
Antoni Bigus (ur. 4 grudnia 1903 w gminie Sierakowice, zm. 29 kwietnia 1980 w Gdyni) – polski robotnik, polityk komunistyczny, poseł na Sejm Ustawodawczy (1947–1952) i na Sejm PRL I kadencji.

## Życiorys
Syn Jana. W dwudziestoleciu międzywojennym pracował jako robotnik portowy w Gdyni, gdzie zaangażował się w działalność związkową. W 1935 przystąpił do Komunistycznej Partii Polski. Pod koniec lat 30. organizował pomoc dla Republiki Hiszpanii. W latach 1933–1939 członek Związku Transportowców. W 1939 walczył w wojnie obronnej Polski na Pomorzu, jednak dostał się do niewoli niemieckiej. Po wyzwoleniu organizował struktury Polskiej Partii Robotniczej na Grabówku (był sekretarzem Portowego Komitetu Partyjnego). Mianowano go I sekretarzem Komitetu Powiatowego PPR w Wejherowie. W 1947 uzyskał mandat posła na Sejm Ustawodawczy z okręgu Gdynia. Zasiadał w Komisji Morskiej i Handlu Zagranicznego i Komisji Konstytucyjnej. Objął obowiązki wiceprzewodniczącego prezydium Wojewódzkiej Rady Narodowej w Gdańsku. Działał w Towarzystwie Przyjaźni Polsko-Radzieckiej. W 1952 wybrany do Sejmu PRL I kadencji z tego samego okręgu, był członkiem Komisji Gospodarki Komunalnej i Mieszkaniowej, Komisji specjalnej dla rozpatrzenia projektów ustaw w związku z reformą podziału administracyjnego wsi i wyborami do rad narodowych, Komisji Spraw Zagranicznych oraz Rady Seniorów.
Otrzymał Krzyż Oficerski Orderu Odrodzenia Polski (1954), Srebrny Krzyż Zasługi (1946) i Medal 10-lecia Polski Ludowej (1955).

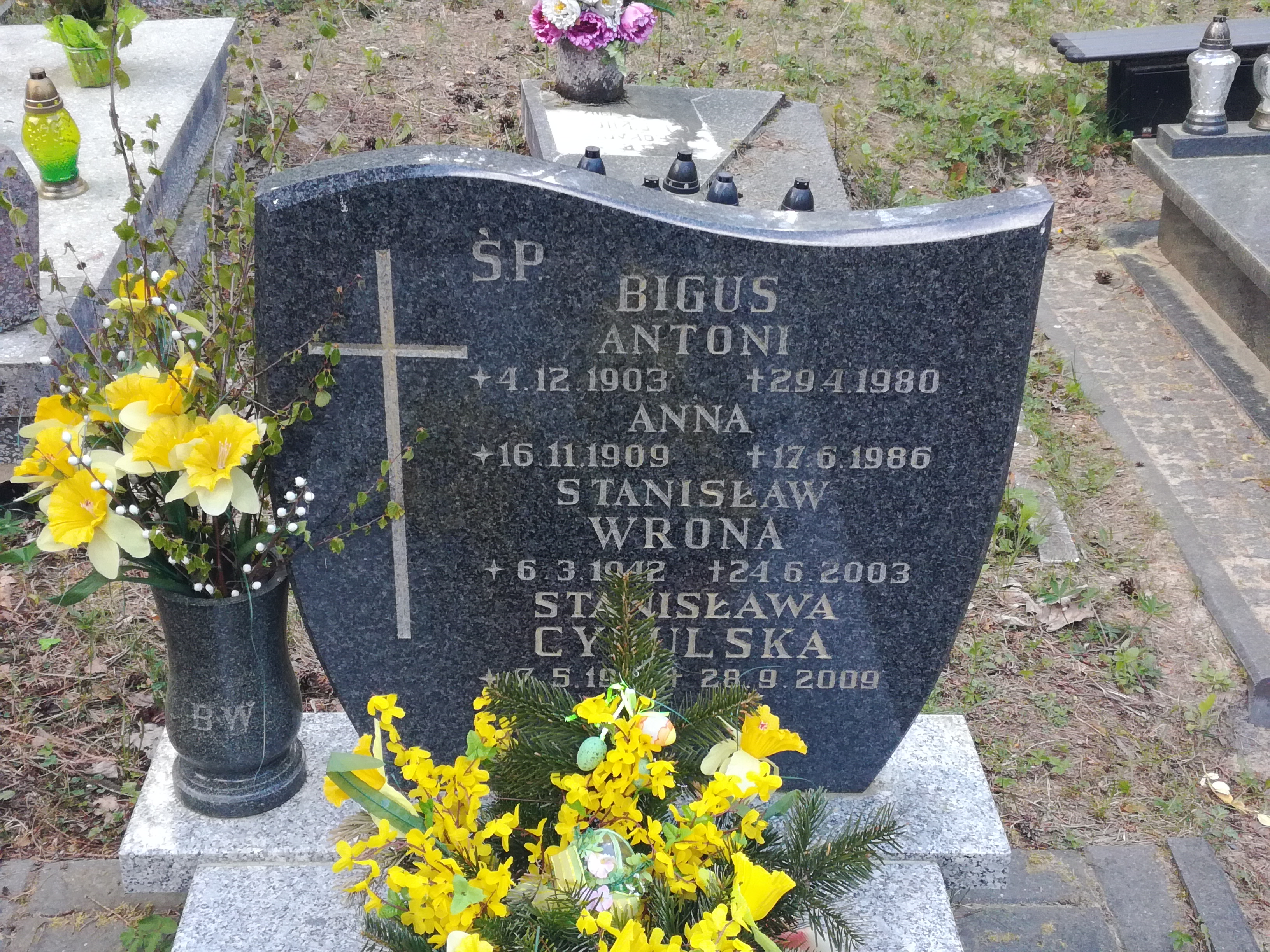
Grób Antoniego Bigusa na cmentarzu Witomińskim w Gdyni

Pochowany w starej alei zasłużonych na cmentarzu Witomińskim w Gdyni (kwatera 77-26-16).